# Late Night Poker
Late Night Poker foi um programa de televisão britânico, no qual jogadores de pôquer profissionais e amadores disputavam curtos torneios de Texas hold 'em sem limite, com premiação de £50.000 para o vencedor.

## Finalistas
| # | Vencedor          | Prêmio  | Segundo       | Terceiro      |
| - | ----------------- | ------- | ------------- | ------------- |
| 1 | Dave Ulliott      | £40,000 | Peter Evans   | Dave Welch    |
| 2 | Simon Trumper     | £40,000 | Ross Boatman  | Ram Vaswani   |
| 3 | Phil Hellmuth Jr. | £45,000 | Adam Heller   | Paul Alterman |
| 4 | Hemish Shah       | £50,000 | Simon Trumper | Barny Boatman |
| 5 | Padraig Parkinson | £50,000 | Korosh Nejad  | Joe Beevers   |
| 6 | Peter Costa       | £60,000 | Jin Cai Lin   | Lucy Rokach   |